# Murchadh Ballagh MacMurrough-Kavanagh
Murchadh Ballagh MacMurrough-Kavanagh (mort en 1511) (en irlandais Murchad Ballagh mac Muircheartaigh Mac Murchadha Caomhánach)  est le 11e roi de Leinster de 1476 à 1511.

## Origine
Murchadh Ballagh est le fils de Muircheartach le fils aîné et tanaiste de Donnchad mac Art MacMurrough-Kavanagh qui avait été tué les anglais du comté de Wexford en 1442. Il succède à son cousin Domhnall Riabhach mort en 1476 lui même fils de Gearalt (mort en 1431), le frère cadet de son grand-père.

## Règne
Le règne de Murchadh Ballagh coïncide avec le gouvernement de Gerald FitzGerald 8e comte de Kildare et Lord Deputy d'Irlande (1478-1492) et (1496-1513) qui dès 1480 s’empare de Leighlin lors d'une offensive contre les Irlandais du Leinster.  Murchadh Ballagh comprend qu'il doit développer ses alliances locales. Après avoir épousé Joan (morte en 1489) une fille de Sir Edmund Butler de Knocktopher (mort en 1464) de la famille Butler de Paulstown et de Catherine Shile O' Carrol, il gouverne de manière habile en bonne entente avec les hiberno-normands de la région bien qu'en 1493, il soit impliqué dans le meurtre Gearald MacThomas FitzGerald de Ballysonan. Lors de la tentative d'usurpation de Perkin Warbeck en 1495, le gouvernement anglais privilégie son frère cadet Gearalt (mort en 1496) pour assurer le maintien de l'ordre dans le Leinster et l'inféode de Carlow. Gearalt meurt dès le début de l'année suivante et Murchadh se saisit de la cité alors que Lord Deputy, Gerald FitzGerald tente de reprendre la ville. 
Le 19 août 1504, à la Bataille de Knockdoe (en), il soutient Toirdhealbhach Donn Ó Briain et Ulick Fionn Burke seigneur de Clanricard contre Gerald FitzGerald lorsqu'ils sont vaincus par ce dernier. Il remporte un succès local en prenant le contrôle de l'importante abbaye cistercienne de Duiske et en y installant comme abbé l'un de ses fils Catháoir. Ce dernier recevra une charte de liberté de Piers Butler (8e comte d'Ormond) (en) en 1522. 
Il meurt en 1511 et trois fils de Domnhall Riabhach occupent ensuite successivement la fonction de roi de Leinster. Après lui, son sept continue toutefois de contrôler la partie nord des domaines de sa famille Uí Dróna, c'est-à-dire Idrone au nord de Borris dans le comté de Carlow pendant que le sud revient aux descendants du sept de Domnhall Riabhach.

## Postérité
Murchadh Ballach et son épouse laissent une importante postérité dont:
- Muircheartach Óg (mort en 1521)
- Catháoir (mort après 1549) abbé de l'abbaye de Duiske
- Donnchadh (mort en 1519[6])
- Gearalt Sutton mort après 1549
- Ónora épouse de Reamainn Garbh O' Byrne de Glenmalure

Murchadh est parfois considéré comme le père putatif de :
- Cathaoir MacMurrough-Kavanagh

## Sources
- (en) Dictionary of Irish Biography : Emmett O'Byrne MacMurrough (Mac Murchadha), Murchadh Ballach
- (en) Art Cosgrove (dir.), New History of Irland,Volume II ‘’Medieval Ireland 1169-1534’’, Oxford, Oxford University Press, 2008 (ISBN 978019 9539703) .
- (en) T.W Moody, F.X. Martin et F.J. Byrne, A New History of Ireland IX Maps, Genealogies, Lists. A companion to Irish History part II, Oxford, Oxford University Press, 2011 (ISBN 9780199593064).